# تركس (لعبة ورق)

ترتيب الأوراق في طلب التركس

الترِكس هي إحدى ألعاب الورق ومن الأكثر انتشارًا بين المراهقين وطلاب الجامعات والمدارس، ويلعبها الناس من كل الفئات العمرية، وبخاصة في بلاد الشام. وتعد من أكثر الألعاب إثارة للأعصاب نظرًا للتركيز الشديد الذي تتطلبه.
يمكن أن تلعب على شكل فريقين فيكون كل لاعبين متقابلين شريكين يساعد أحدهما الآخر ويكون التسجيل مجموعًا للإثنين، أو يهودية فيلعب اللاعب ضد ثلاثة لاعبين (أي لا توجد فيها شراكة، ومن هنا جاءت التسمية) ويكون التسجيل لكل لاعب على حدة.

## التركس اليهودية
وهي إحدى أنواع ألعاب التركس وهي للمبتدئين  لأنها أسهل من بقية الألعاب، كل لاعب لديه مملكة، وكل مملكة فيها خمسة طلبات.
يحدد اللاعب الذي سوف يبدأ بمملكته عن طريق السبعة الكبة فمن لديه السبعة الكبة (اللال أو الأص) يبدأ باختيار أحد الطلبات الخمسة.
وقد سميت باليهودية نظرا للصفة الفردية والأنانيّة التي تطغى على هذا النوع (لا تلعب كفريقين).

## المملكة والطلبات
1. البنات:تحسب البنات إن كانت غير مدبلة (سيأتي شرح معنى التدبيل لاحقًا) بسالب 25 نقطة، يجب عليك تجنب أكل البنات في هذا النوع من الطلبات.
2. الديناري:تحسب كل دينارية بسالب 10 نقاط
3. اللطوش:يحسب كل لطش (أكلة) بسالب 15 وهنا يجب عليك تجنب أكل اللطش الذي يتكون من أربع بطاقات في اللعبة.
4. شيخ الكبة:يجب تجنب أكل شيخ الكبة. يحسب شيخ الكبة إن كان غير مدبل بسالب 75 نقطة تحسب على من أكل شيخ الكبة.
5. التركس أو اللعبة الموجبة:وهنا يبدأ اللاعب بوضع ورقة الشاب على الطاولة، ومن ثم يبدأ الآخرون بوضع العشرة ومن ثم التسعة إلخ. من ينهي أوراقه أولًا يحصل على 200 نقطة موجبة ومن ثم 150 للثاني، و100 للثالث، و50 للرابع.

وهنا تنتهي المملكة الأولى ومن ثم تنتقل إلى مملكة أخرى للاعب الخصم.

## التدبيل أو المضاعفة
التدبيل خيار يلعب أحيانا باتفاق اللاعبين. وهو يختص بدور شيخ الكبة ودور البنات، وهنا يحسب الدبل أو الضعف عندما تقوم بأكل شيخ الكبة أو البنات، أي أن شيخ الكبة سوف يصبح سالب 150 نقطة والبنات سالب 50 نقطة لكل واحدة.
يحسب للاعب الذي ضاعف الشيخ وأخذه خصمه 75+ والبنت 25+.
ملاحظة:يمكن لعب جميع الطلبات عدا لعبة التركس في لعبة واحدة وهي تسمى الكومبلكس وهي أصعب الألعاب لأنها تحتاج إلى تركيز كبير لإدراك كل ورقة نزلت خلال اللعبة، وعادة تحتاج خبرة طويلة واحترافا في اللعبة.

## تركس سريعة كومبلكس
التركس السريعة هي اللعبة الأكثر متعة في فئات التركس, متفوقة بذلك على الطرنيب والهاند، وهنا يكون لك شريك يجلس مقابلك، وهذه اللعبة يوجد بها مملكتين فقط لكل لاعب وهي التركس والكومبلكس.
1. التركس:تلعب التركس هنا تمامًا كما في التركس الاعتيادية، ولكن هنا يتم كشف الجويزات (ورقة الإثنين) لتسهيل عملية الفوز.
2. الكومبلكس:وهي جميع الطلبات في طلب واحد، ويتم حساب كل الأوراق التي تؤكل، وهي البنات والديناري واللطوش وشيخ الكبة.